# غيني فرنسيس
غيني فرنسيس (بالإنجليزية: Genie Francis) هي ممثلة أمريكية، ولدت في 26 مايو 1962 في إنغلوود في الولايات المتحدة.

## أعمال

### مسلسلات
- الشمال والجنوب
- المستشفى العام
- روزان

## وصلات خارجية
- الموقع الرسمي
- غيني فرنسيس على موقع IMDb (الإنجليزية)
- غيني فرنسيس على موقع ألو سيني (الفرنسية)
- غيني فرنسيس على موقع أول موفي (الإنجليزية)
- غيني فرنسيس على موقع قاعدة بيانات الأفلام السويدية (السويدية)
- غيني فرنسيس على موقع إن إن دي بي (الإنجليزية)
- غيني فرنسيس على موقع قاعدة بيانات الفيلم (الإنجليزية)
- غيني فرنسيس على موقع كينوبويسك (الروسية)